# Panicum aldabrense
Panicum aldabrense (лат.) — вид травянистых растений рода Просо (Panicum) из семейства Злаки (Poaceae). 
Эндемик атолла Альдабра, входящего в группу одноимённых островов, относящихся к внешним Сейшельским островам. 
Многолетние травы с жёстким стеблем высотой от 1 до 5 см. Цветки собраны в метёлки яйцевидной формы длиной до 1 см, шириной 3—5 мм, с немногочисленными колосками.